# 프레야 라이딩스
프레야 라이딩스(Freya Ridings, 1994년 4월 19일 ~ )는 잉글랜드의 싱어송라이터이다. 2017년 싱글 "Lost Without You"이 UK 싱글 차트 9위를 기록하며 이름을 알렸다.

## 음반 목록
- Freya Ridings (2019)